# Epsilon Hydri
Epsilon Hydri (ε Hydri, förkortat Epsilon Hyi, ε Hyi) som är stjärnans Bayerbeteckning, är en ensam stjärna belägen i den mellersta delen av stjärnbilden Lilla vattenormen. Den har en skenbar magnitud på 4,12 och är synlig för blotta ögat där ljusföroreningar ej förekommer. Baserat på parallaxmätning inom Hipparcosuppdraget på ca 21,5 mas, beräknas den befinna sig på ett avstånd på ca 152 ljusår (ca 47 parsek) från solen. Stjärnan, som rör sig bort från solen med en radialhastighet på +13,6 km/s, ingår i Tucana-Horologium-rörelsegruppen, en samling stjärnor som har en gemensam rörelse genom rymden.

## Egenskaper
Epsilon Hydri är en blå till vit stjärna i huvudserien av spektralklass B9 Va, som anger att den genererar energi genom fusion av väte i dess kärna. Den har en massa som är ca 2,6 gånger större än solens massa, en radie som är ca 2,2 gånger större än solens och utsänder från dess fotosfär ca 60 gånger mera energi än solen vid en effektiv temperatur på ca 11 000 K.
Epsilon Hydri har en snabb rotation med en projicerad rotationshastighet på 96 km/s, vilket ger stjärnan en lätt tillplattad form med en ekvatorialradie som är 5 procent större än polarradien.